# Стоянович, Радмила
Радмила Стоянович (серб. Радмила Стојановић, 24 июля 1920 — 16 мая 1997) — югославский экономист, доктор экономических наук, профессор Белградского университета, автор множества работ по теории плановой экономики.

## Биография
Родилась 24 июля 1920 года в городе Босански-Шамац. В 1948 окончила экономический факультет Белградского университета. В 1953 году стала доктором экономических наук, а позднее профессором экономического факультета Белградского университета. Автор множества работ, часть из которых была переведена на иностранные языки. В 1962 году была удостоена Государственной премии СФРЮ за работу «Теория экономического развития при социализме».

## Направления исследований
Занималась исследованиями теоретических проблем развития социалистической экономики и экономико-математических методов оптимизации народного хозяйства.

## Сочинения
- Teorija privrednog porosta u socijalizmu, deo 1—2, Beograd, 1959; Veliki ekonomski sistemi, 2 izd., Beograd, [1972].
- Yugoslav economists on problems of a socialist economy [1964][3]
- "Teorija privrednog razvoja u socijalizmu", 1980.
- "Oktobarsku nagradu za knjigu "Upravljanje razvojem u samoupravnom društvu", a 1984.